# Gleason (Tennessee)
Gleason es un pueblo ubicado en el condado de Weakley en el estado estadounidense de Tennessee. En el Censo de 2010 tenía una población de 1.445 habitantes y una densidad poblacional de 244,59 personas por km².

## Geografía
Gleason se encuentra ubicado en las coordenadas 36°13′3″N 88°36′38″O / 36.21750, -88.61056. Según la Oficina del Censo de los Estados Unidos, Gleason tiene una superficie total de 5.91 km², de la cual 5.91 km² corresponden a tierra firme y (0%) 0 km² es agua.

## Demografía
Según el censo de 2010, había 1.445 personas residiendo en Gleason. La densidad de población era de 244,59 hab./km². De los 1.445 habitantes, Gleason estaba compuesto por el 96.54% blancos, el 1.38% eran afroamericanos, el 0.28% eran amerindios, el 0.21% eran asiáticos, el 0% eran isleños del Pacífico, el 0.14% eran de otras razas y el 1.45% pertenecían a dos o más razas. Del total de la población el 1.25% eran hispanos o latinos de cualquier raza.